# Lilburn
Lilburn és una població dels Estats Units a l'estat de Geòrgia. Segons el cens del 2000 tenia 11.307 habitants.

## Demografia
Segons el cens del 2000, Lilburn tenia 11.307 habitants, 3.943 habitatges, i 2.835 famílies. La densitat de població era de 709,9 habitants/km².
Dels 3.943 habitatges en un 38,1% hi vivien nens de menys de 18 anys, en un 57,1% hi vivien parelles casades, en un 11,1% dones solteres, i en un 28,1% no eren unitats familiars. En el 22,4% dels habitatges hi vivien persones soles el 6,3% de les quals corresponia a persones de 65 anys o més que vivien soles. El nombre mitjà de persones vivint en cada habitatge era de 2,8 i el nombre mitjà de persones que vivien en cada família era de 3,28.
Per edats la població es repartia de la següent manera: un 25,7% tenia menys de 18 anys, un 9,1% entre 18 i 24, un 33,7% entre 25 i 44, un 23,3% de 45 a 60 i un 8,3% 65 anys o més.
L'edat mediana era de 35 anys. Per cada 100 dones de 18 o més anys hi havia 92,5 homes.
La renda mediana per habitatge era de 53.707 $ i la renda mediana per família de 62.563 $. Els homes tenien una renda mediana de 38.289 $ mentre que les dones 28.996 $. La renda per capita de la població era de 22.503 $. Entorn del 4,7% de les famílies i el 6,1% de la població estaven per davall del llindar de pobresa.

## Poblacions més properes
El següent diagrama mostra les poblacions més properes.